# Comuna de Gostycyn
Gostycyn (polaco: Gmina Gostycyn) é uma gminy (comuna) na Polónia, na voivodia de Cujávia-Pomerânia e no condado de Tucholski. A sede do condado é a cidade de Gostycyn.
De acordo com os censos de 2004, a comuna tem 5185 habitantes, com uma densidade 38,1 hab/km².

## Área
Estende-se por uma área de 136,15 km², incluindo:
- área agricola: 61%
- área florestal: 29%

## Demografia
Dados de 30 de Junho 2004:
|                      | Total   | Total | Mulheres | Mulheres | Homens  | Homens |
| -------------------- | ------- | ----- | -------- | -------- | ------- | ------ |
|                      | pessoas | %     | pessoas  | %        | pessoas | %      |
| População            | 5185    | 100   | 2599     | 50,1     | 2586    | 49,9   |
| Densidade (pop./km²) | 38,1    | 100   | 19,1     | 19,1     | 19      | 19     |

De acordo com dados de 2005, o rendimento médio per capita ascendia a 1881,24 zł.

## Subdivisões
- Bagienica, Gostycyn, Łyskowo, Mała Klonia, Pruszcz, Przyrowa, Wielka Klonia, Wielki Mędromierz.

## Comunas vizinhas
- Cekcyn, Kęsowo, Koronowo, Lubiewo, Sępólno Krajeńskie, Sośno, Tuchola